# Бар-Рав-Хай, Давид
Бар-Рав-Хай Давид (11 июля 1894, Нежин — 15 июля 1977, Израиль) — израильский политический деятель. Депутат Кнессета. Брат историка Саула Борового.

## Биография
Родился в семье нежинского мещанина, адвоката Якова (Израиля-Янкеля) Ароновича Борового и Елизаветы (Леи) Давидовны Биллиг. Семья переехала в Одессу не позднее 1897 года. Начальное образование получил в современном хедере и в Одесской гимназии. В период с 1911 по 1914 годы учился в Высшей технической школе в Брауншвейге.
В 1918 году вернулся из Германии в Россию. Был активистом движения «Цеирей Цион», секретарём еврейской общины Одессы вплоть до её ликвидации советскими властями в 1920 году. В 1919 году, будучи студентом Высшего международного института, женился на враче Суле Мееровне Хесс (Шуламит Хет), у них был сын — Меир. В 1922 году был арестован и приговорён к двум годам заключения. После 15 месяцев заключения получил разрешение покинуть Россию.
В 1924 эмигрировал в Эрец-Исраэль, где окончил юридическую школу и получил адвокатскую лицензию. Являлся членом рабочих советов Иерусалима и Хайфы. С 1932 по 1944 год был членом Ваада Леуми (Национального комитета) (до 1944). Также занимал должности заместителя Временного государственного совета и председателя Комиссии по подготовке правил выборов в Учредительное собрание. Депутат кнессета с первого по пятый созывы, во всех пяти созывах входил в законодательную комиссию кнессета, а в трёх последних также в комиссию по внутренним делам. В 1965 году был помещён на 115 место в списке Маарах и не был избран.
Скончался в 1977 году.